# Cei 4 Fantastici
Cei 4 Fantastici, titlu original Fantastic Four, este un film cu supereroi din 2005, bazat pe echipa Marvel Comics cu același nume. A fost regizat de Tim Story și lansat de 20th Century Fox la 8 iulie 2005.
Deși a fost un succes în materie de box-office, filmul a primit recenzii negative de la critici, fiind criticat pentru poveste și pentru lipsa de originalitate. O continuare a filmului, Fantastic Four: Rise of the Silver Surfer, a fost lansată în 2007.

## Distribuție
- Ioan Gruffudd în rolul lui Reed Richards / Mr. Fantastic
- Jessica Alba în rolul lui Sue Storm / Invisible Woman
- Chris Evans în rolul lui Johnny Storm / Human Torch
- Michael Chiklis în rolul lui Ben Grimm / The Thing
- Julian McMahon în rolul lui Dr. Victor von Doom / Doctor Doom
- Hamish Linklater în rolul lui Leonard
- Kerry Washington în rolul lui Alicia Masters
- Laurie Holden în rolul lui Debbie McIlvane
- David Parker în rolul lui Ernie
- Kevin McNulty în rolul lui Jimmy O'Hoolihan
- Maria Menounos în rolul lui the Sexy Nurse
- Michael Kopsa în rolul lui Ned Cecil
- Kenny "Cowboy Kenny" Bartram în rolul propriei persoane
- Ronnie Renner în rolul propriei persoane
- Stan Lee în rolul lui Willie Lumpkin
- Stan Lee – Willie Lumpkin[5]

Rachel McAdams și Keri Russell au fost luate în calcul pentru rolul lui Sue Storm.

## Lansare
Premiera americană a Fantastic Four a fost mutată de la 1 iulie 2005, pentru data de 8 iulie, pentru a evita competiția cu pelicula lui Steven Spielberg, War of the Worlds, în acea săptămână. Fantastic Four a fost prezentat la deschidere în 3.602 de cinematografe din Statele Unite, numărul lor ridicându-se până la 3.619 în săptămâna următoare.

### Box office
Fantastic Four a fost un succes comercial, ocupând poziția de top în materie de venituri, cu încasări de 56.061.504 $ în săptămâna de deschidre. Până la finele anului 2005, Fantastic Four a încasat 330.579.700 $ în cinematografele din lumea întreagă, circa 154.696.080 $ fiind doar din Statele Unite.

### Recepția critică
Fantastic Four a primit de la critici recenzii mixte, majoritar negative. Pe Rotten Tomatoes, filmul are un rating de 27%, în baza a 203 de recenzii, cu o notă medie de 4.5/10. Pe Metacritic, filmul are un scor de 40 din 100, în baza a 35 de critici.
La gala Premiilor Saturn, Fantastic Four a fost nominalizat la categoria „cel mai bun film Science Fiction”, dar a pierdut trofeul în fața Star Wars Episode III: Revenge of the Sith. Filmul a primit două nominalizări la premiile MTV Movie Awards 2006, și anume „cel mai bun erou” pentru Jessica Alba (ea a pierdut în fața lui Christian Bale din Batman Begins) și „cea mai bună echipă dintr-o ecranizare” (Best On-Screen Team) pentru Alba, Michael Chiklis, Chris Evans și Ioan Gruffudd (premiul a fost câștigat de Vince Vaughn și Owen Wilson pentru Wedding Crashers). Alba a mai fost nominalizată la Zmeura de Aur pentru „cea mai proastă actriță” pentru performanța sa din ambele sale filme din acel an, al doilea fiind Into the Blue, dar a premiul a fost câștigat de Jenny McCarthy pentru rolul din filmul Dirty Love.

### Extended cut
În iunie 2007, a fost lansată o versiune DVD extended cut pentru Fantastic Four. Ea cuprindea circa 20 de minute de scene șterse și un preview al sequelului, Fantastic Four: Rise of the Silver Surfer. DVD-ul arăta o viziune extinsă asupra relațiie dintre The Thing cu Alicia Masters, manipulările lui Doctor Doom pentru a destrăma grupul și feminizarea lui Human's Torch, and how it backfires.

## Coloana sonoră
Fantastic 4: The Album este coloana sonoră oficială a filmului Fantastic Four.
| Nr. | Titlu                                | Artist                            | Lungime |  |
| 1.  | „Come On, Come In”                   | Velvet Revolver                   | 3:50    |  |
| 2.  | „Error: Operator” (demo version)     | Taking Back Sunday                | 3:09    |  |
| 3.  | „Relax”                              | Chingy                            | 3:31    |  |
| 4.  | „What Ever Happened to the Heroes”   | Joss Stone                        | 3:56    |  |
| 5.  | „Waiting (Save Your Life)”           | Omnisoul                          | 4:02    |  |
| 6.  | „Always Come Back to You”            | Ryan Cabrera                      | 3:33    |  |
| 7.  | „Everything Burns”                   | Ben Moody feat. Anastacia         | 3:41    |  |
| 8.  | „New World Symphony”                 | Miri Ben-Ari feat. Pharoahe Monch | 4:01    |  |
| 9.  | „Die for You” (Fantastic Four mix)   | Megan McCauley                    | 3:49    |  |
| 10. | „Noots”                              | Sum 41                            | 3:49    |  |
| 11. | „Surrender” (Cheap Trick cover)      | Simple Plan                       | 2:58    |  |
| 12. | „I'll Take You Down”                 | T.F.F.                            | 2:50    |  |
| 13. | „On Fire”                            | Lloyd Banks                       | 3:07    |  |
| 14. | „Reverie”                            | Megan McCauley                    | 3:55    |  |
| 15. | „Goodbye to You”                     | Breaking Point                    | 3:51    |  |
| 16. | „Shed My Skin”                       | Alter Bridge                      | 5:08    |  |
| 17. | „In Due Time”                        | Submersed                         | 4:04    |  |
| 18. | „Disposable Sunshine”                | Loser                             | 3:27    |  |
| 19. | „Now You Know”                       | Miss Eighty 6 feat. Classic       | 3:03    |  |
| 20. | „Kirikirimai” (Fantastic Four remix) | Orange Range                      | 3:14    |  |

## Sequel
Un sequel, Fantastic Four: Rise of the Silver Surfer, a fost lansat pe 15 iunie 2007. Regizorul Tim Story și actorii din distribuția originală și-au reluat rolurile. În film, Fantastic Four îl întâlnesc pe Silver Surfer.